# Rivière-Saas-et-Gourby
Rivière-Saas-et-Gourby is een gemeente in het Franse departement Landes (regio Nouvelle-Aquitaine). De plaats maakt deel uit van het arrondissement Dax. Rivière-Saas-et-Gourby telde op 1 januari 2022 1.425 inwoners.

## Geografie
De oppervlakte van Rivière-Saas-et-Gourby bedroeg op 1 januari 2022 27,37 vierkante kilometer; de bevolkingsdichtheid was toen 52,1 inwoners per km².

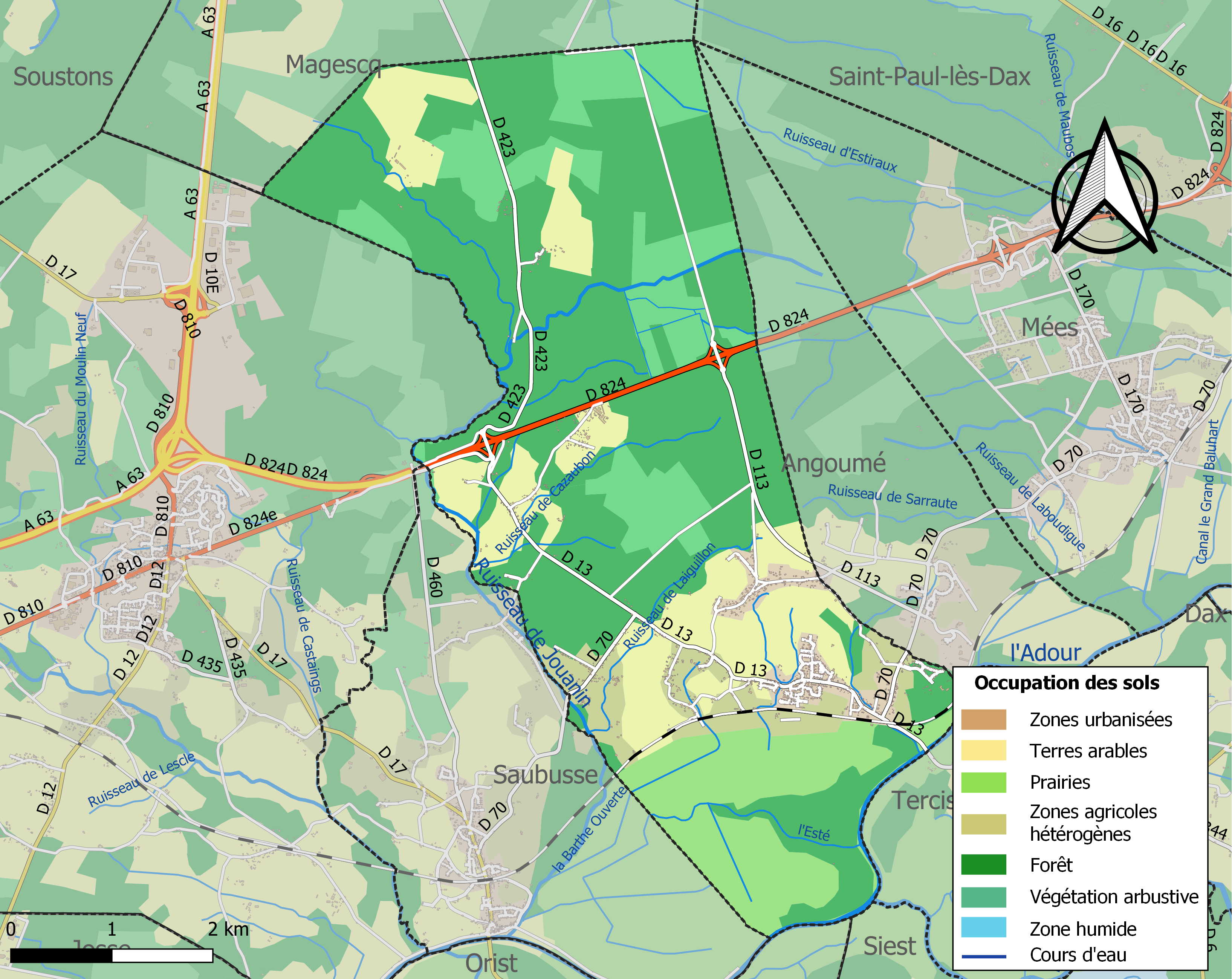
Kaart van de gemeente met de belangrijkste infrastructuur, bodemgebruik en omliggende gemeenten

## Demografie
Onderstaande figuur toont het verloop van het inwonertal (bron: INSEE-tellingen).